# Abdallah Ndour
Pour les articles homonymes, voir Ndour.
Abdallah Ndour est un footballeur sénégalais, né le 20 décembre 1993 à Rufisque, évoluant au poste d'arrière gauche.

## Biographie

### Carrière en club
Formé à l'Académie Génération Foot de Dakar, Ndour est recruté par le FC Metz en 2011 pour y poursuivre sa formation et signe son premier contrat professionnel en 2013. Évoluant principalement avec l'équipe réserve du club, il fait ses débuts en équipe première à l'occasion du match de Coupe de France face à l'US Créteil-Lusitanos (0-1) le 9 décembre 2013.
La saison suivante, il est prêté sans option d'achat au RC Strasbourg. Il s'y impose rapidement au poste d'arrière gauche, disputant vingt-cinq matchs de National et contribuant à la quatrième place du club à l'issue de la saison. Durant l'été 2015, Ndour résilie son contrat avec le FC Metz et s'engage définitivement avec le RCSA pour une année, plus deux en cas de montée en Ligue 2 ; participant ainsi à la victoire du club alsacien en championnat et sa montée en deuxième division au terme de la saison 2015-2016.
Durant la saison 2016-2017, Ndour voit ses performances s'améliorer et il devient un des joueurs cadres de Thierry Laurey. Trois matchs avant la fin de saison, Ndour se blesse gravement à l'entraînement et se fracture le tibia et le péroné. Le club remporte le championnat et accède à la Ligue 1.
Arrivé en fin de contrat à l'issue de la saison 2019-2020, il n'est pas conservé par le club alsacien, tout comme son coéquipier Benjamin Corgnet.
Le 8 juin 2020, le FC Sochaux-Montbéliard annonce son arrivée au club, il y paraphe un contrat de trois ans. 
Suite à une blessure de fatigue au niveau de la malléole survenue sur la pelouse de Quevilly Rouen Métropole lors d'une rencontre de Ligue 2 le 21 octobre 2023 (11e journée, 2-2), il est déclaré inapte à la pratique du football professionnel. Malgré sa volonté de reprendre la compétition, les cartilages de sa cheville s'avèrent trop abîmés. Son contrat avec l'En Avant de Guingamp est alors résilié en mars 2025. 

### Carrière internationale
Ses performances sous le maillot strasbourgeois lui permettent d'être convoqué pour la première fois avec la sélection sénégalaise à l'occasion du match de qualification à la Coupe du monde 2018 face à l'Afrique du Sud le 12 novembre 2016, lors duquel il reste finalement un remplaçant inutilisé. Il n'est par la suite pas retenu pour disputer la Coupe d'Afrique des nations 2017.

## Statistiques
| Saison                | Club                  | Championnat           | Championnat | Championnat | Coupe nationale | Coupe nationale | Coupe de la Ligue | Coupe de la Ligue | Compétition(s) continentale(s) | Compétition(s) continentale(s) | Compétition(s) continentale(s) | Total | Total |
| Saison                | Club                  | Division              | M.          | B.          | M.              | B.              | M.                | B.                | Comp.                          | M.                             | B.                             | M.    | B.    |
| 2013-2014             | FC Metz               | Ligue 2               | -           | -           | 1               | 0               | -                 | -                 | -                              | -                              | -                              | 1     | 0     |
| Sous-total            | Sous-total            | Sous-total            | 0           | 0           | 1               | 0               | 0                 | 0                 | -                              | -                              | -                              | 1     | 0     |
| 2014-2015             | RC Strasbourg (prêt)  | National              | 25          | 0           | 5               | 1               | -                 | -                 | -                              | -                              | -                              | 30    | 1     |
| 2015-2016             | RC Strasbourg         | National              | 32          | 2           | 2               | 0               | -                 | -                 | -                              | -                              | -                              | 34    | 2     |
| 2016-2017             | RC Strasbourg         | Ligue 2               | 32          | 1           | 3               | 0               | 2                 | 0                 | -                              | -                              | -                              | 37    | 1     |
| 2017-2018             | RC Strasbourg         | Ligue 1               | 5           | 0           | -               | -               | -                 | -                 | -                              | -                              | -                              | 5     | 0     |
| 2018-2019             | RC Strasbourg         | Ligue 1               | 4           | 0           | 2               | 0               | -                 | -                 | -                              | -                              | -                              | 6     | 0     |
| 2019-2020             | RC Strasbourg         | Ligue 1               | 6           | 0           | 3               | 0               | 1                 | 0                 | C3                             | 2                              | 0                              | 12    | 0     |
| Sous-total            | Sous-total            | Sous-total            | 104         | 3           | 15              | 1               | 3                 | 0                 | -                              | 2                              | 0                              | 124   | 4     |
| 2020-2021             | FC Sochaux            | Ligue 2               | 28          | 0           | 3               | 0               | -                 | -                 | -                              | -                              | -                              | 31    | 0     |
| 2021-2022             | FC Sochaux            | Ligue 2               | 36          | 1           | -               | -               | -                 | -                 | -                              | -                              | -                              | 36    | 1     |
| 2022-2023             | FC Sochaux            | Ligue 2               | 27          | 1           | 1               | 0               | -                 | -                 | -                              | -                              | -                              | 28    | 1     |
| Sous-total            | Sous-total            | Sous-total            | 91          | 2           | 4               | 0               | -                 | -                 | -                              | 0                              | 0                              | 95    | 2     |
| 2023-2024             | EA Guingamp           | Ligue 2               | 9           | 0           | -               | -               | -                 | -                 | -                              | -                              | -                              | 9     | 0     |
| 2024-2025             | EA Guingamp           | Ligue 2               | 0           | 0           | 2               | 0               | -                 | -                 | -                              | -                              | -                              | 2     | 0     |
| Sous-total            | Sous-total            | Sous-total            | 9           | 0           | 2               | 0               | -                 | -                 | -                              | 0                              | 0                              | 11    | 0     |
| Total sur la carrière | Total sur la carrière | Total sur la carrière | 204         | 5           | 22              | 1               | 3                 | 0                 | -                              | 2                              | 0                              | 231   | 6     |

## Palmarès
- RC Strasbourg
  - Champion de France de Ligue 2 en 2017.
  - Champion de France de National en 2016.